# Марінрахдорф
Марінрахдорф (нім. Marienrachdorf) — громада в Німеччині, розташована в землі Рейнланд-Пфальц. Входить до складу району Вестервальд. Складова частина об'єднання громад Зельтерс (Вестервальд).
Площа — 5,04 км2. Населення становить 974 ос. (станом на 31 грудня 2020).

## Галерея

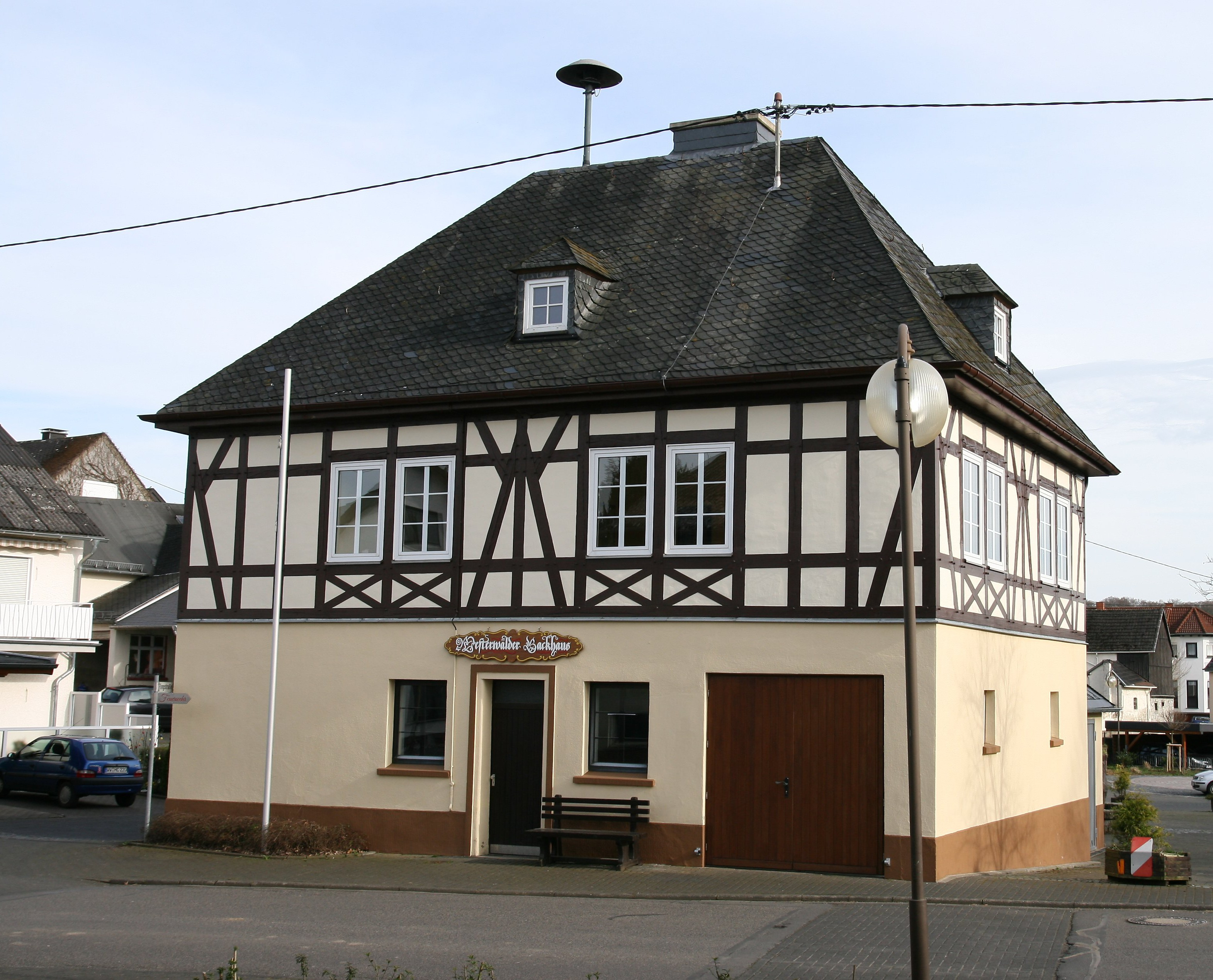
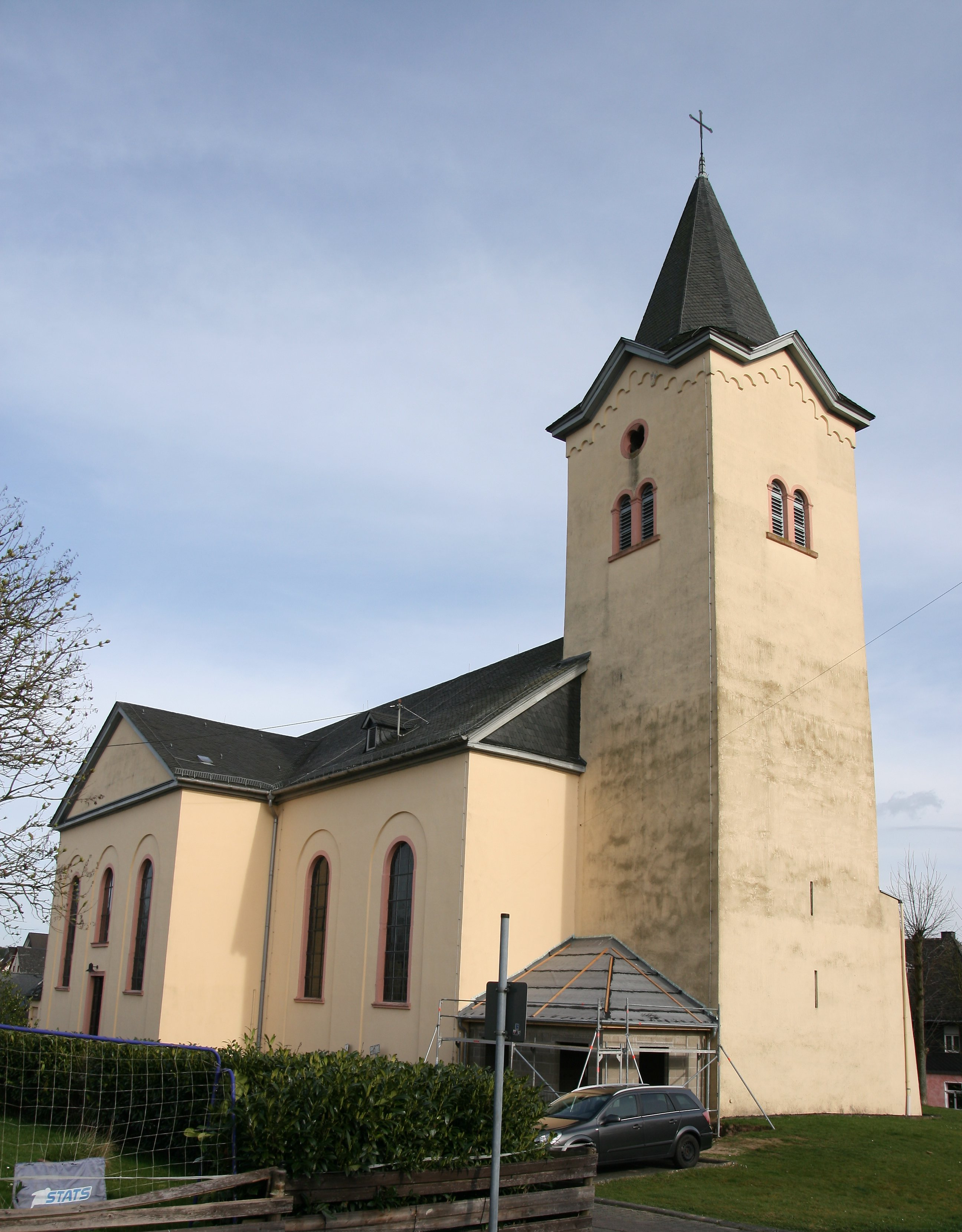